# 五複合立方體
在幾何學中，五複合立方體，是一種由五個立方體組合成的複合多面體，其索引編號為UC9，是唯一五種正複合體之一，亦是一種星形多面體。埃德蒙·赫斯在1876年首先描述了該幾何結構。
五複合立方體的對偶多面體是五複合正八面體。

## 構造
擁有二十面體對稱五複合立方體可以由以原點為中心、面向軸的第一個立方體開始構造，其餘的立方體則透過軸{\displaystyle (1,\phi ,0)}旋轉{\displaystyle -{\frac {2n\pi }{5}}}弧度來構造，畢依這加入順序決定角度值中的n，例如第二個立方體n=1、第三個立方體n=2以此類推。

## 性質
五複合立方體為五個立方體組合成的形狀，因此其邊、面和頂點的數量基本上應該會是立方體的5倍，但因為部分頂點是重合的，因此其僅有30個面、60條邊和20個頂點。
五複合立方體中可以找到菱形三十面體中的30個菱形。

### 結構
五複合立方體可以視為正十二面體刻面後的多面體，在正十二面體凸包中每個立方體定位在12個頂點中的其中8個頂點。
|  | Five cubes in a dodecahedron |

### 頂點座標
由於五複合立方體可以看作是在正十二面體中嵌入立方體，因此其頂點座標與正十二面體相同：
(±1, ±1, ±1)
(0, ±1/ϕ, ±ϕ)
(±1/ϕ, ±ϕ, 0)
(±ϕ, 0, ±1/ϕ)
其中ϕ = 1 + √5/2為黃金比例。

### 作為星形多面體
五複合立方體可以看作是一種菱形三十面體的星形多面體，即星形菱形三十面體。
| 星狀圖 | 星形 | 星狀核       | 凸包       |
| ------ | ---- | ------------ | ---------- |
|        |      | 菱形三十面體 | 正十二面體 |

## 稜排佈
五複合立方體的凸包是正十二面體。其與一些凸包也是正十二面體的多面體有著相同的稜排佈，例如小雙三斜三十二面體、大雙三斜三十二面體和雙三斜十二面體。
| a{5,3}             | a{5/2,3}           | b{5,5/2}                        |
| =                  | =                  | node · 5 · node_h3 · 5-2 · node |
| ------------------ | ------------------ | ------------------------------- |
| 小雙三斜三十二面體 | 大雙三斜三十二面體 | 雙三斜十二面體                  |
| 正十二面體 (凸包)  | 五複合立方體       | 球面的五複合立方體              |

## 其他的五個立方體複合圖形
亦有其他也由五個立方體組合成的形狀，例如佛達里也斯的五複合立方體。這種形狀是一個八面體對稱的星形多面體。

## 外部連結
- 埃里克·韦斯坦因. . MathWorld.
- Hart, G. 五複合立方體的VRML模型：依立方體上色（页面存档备份，存于）、一種顏色（页面存档备份，存于）